# لا مديترانين 2016
لا مديترانين 2016 (بالفرنسية: La Méditerranéenne 2016 )‏ هو سباق دراجات هوائية، وهو الموسم رقم 1 من نفس السباق، وأقيم خلال الفترة 11 فبراير 2016، وحتى 14 فبراير 2016، وامتدّ لمسافة 456.8 كيلومتر، وهو أحد سباقات طواف أوروبا للدراجات 2016، وقد شارك في السباق 123 متسابقاً ووصل إلى نهايته 57 متسابقاً.
فاز فيه بالمركز الأول أندري هريفكو، وبالمركز الثاني ماثيو لاداجنوس، وبالمركز الثالث يان باكيلانتس، والفريق الفائز في ترتيب الفرق أيه إل أم 2016.

## الفرق
| فرق عالمية (3)- AG2R La Mondiale - أستانا - FDJ فرق قارية محترفة (6)- أندروني جوكاتولي-سيدرمك 2016 ‏ - Bardiani CSF - Cofidis, Solutions Crédits - ديلكو ‏ - Direct Énergie - Fortuneo-Vital Concept فرق قارية (7)- أرمي دي تير 2016 ‏ - موسم يوسكادي مورياس 2016 ‏ - إتش بي بي تي بي – أوبير 93 ‏ - Rally Cycling - Van Rysel–Roubaix ‏ - Veranclassic–Ago ‏ - فورارلبرغ 2016 ‏ |  |
| |  |

## المراحل
| قائمة المراحل | قائمة المراحل | قائمة المراحل                    | قائمة المراحل               | قائمة المراحل | قائمة المراحل   | قائمة المراحل  |
| المرحلة       | التاريخ       | الدورة                           |                             | المسافة (كم)  | الفائز بالمرحلة | القائد العام   |
| ------------- | ------------- | -------------------------------- | --------------------------- | ------------- | --------------- | -------------- |
| 1             | 11 فبراير     | بانيولاس – بانيولاس              | سباق الطريق ضد الساعة للفرق | 5.5           | إف دي جي        | ماثيو لاداجنوس |
| 2             | 12 فبراير     | Banyuls-sur-Mer ‏ – Port-Vendres ‏ | مرحلة مستوية                | 176.5         | ارنو ديمار      | ارنو ديمار     |
| 3             | 13 فبراير     | Cadolive ‏ – بيجوماس              | مرحلة جبلية                 | 179.1         | أندري هريفكو    | أندري هريفكو   |
| 4             | 14 فبراير     | بورديغيرا – بورديغيرا            | مرحلة جبلية                 | 95.7          | يان باكيلانتس   | أندري هريفكو   |

## الفائزون
| الترتيب    | الفائز         |
| ---------- | -------------- |
| الفائز     | أندري هريفكو   |
| الثاني     | ماثيو لاداجنوس |
| الثالث     | يان باكيلانتس  |
| حسب النقاط | يان باكيلانتس  |
| تسلق الجبل | سيريل غوتييه   |
| أفضل شاب   | ليليان كالجمان |
| الفريق     | أيه إل أم      |

## وصلات خارجية
- الموقع الرسمي
- لا مديترانين 2016 على موقع إحصائيات الدراجات الإحترافية (الإنجليزية)